# Erik Zenga
Erik Zenga (Kostroma, 18 gennaio 1993) è un calciatore russo naturalizzato tedesco di origini angolane, centrocampista del Meppen.